# La Carrera Panamericana
Pour les articles homonymes, voir Carrera.
Pour plus de détails, voir Fiche technique et Distribution.
La Carrera Panamericana est une vidéo sortie en 1992 de la course automobile de Carrera Panamericana au Mexique. Le film inclut une bande sonore entièrement composée de la musique de Pink Floyd étant donné que le guitariste, David Gilmour, le batteur, Nick Mason, et le manager du groupe, Steve O'Rourke, participaient à cette course.

## Musique
La musique est une combinaison de matériel de Pink Floyd précédemment publié (réédité dans une bande originale) et de matériel composé pour la vidéo. Les morceaux composés pour la vidéo sont les premiers enregistrements en studio réalisés après que Richard Wright ait rejoint le groupe en 1987 pour l'enregistrement de l'album A Momentary Lapse of Reason. Les nouveaux enregistrements en studio ont été produits par Gilmour et conçus par Andy Jackson. Les chansons "Pan Am Shuffle" et "Carrera Slow Blues" sont remarquables comme les premiers morceaux coécrits par Wright depuis Wish You Were Here en 1975, ainsi que le premier co-écrit par Mason depuis The Dark Side of the Moon en 1973. 
Un album de bande originale n'est pas sorti, mais les morceaux sont disponibles sur l' enregistrement pirate A Tree Full of Secrets.

## Liste des titres
- Signs of Life (Gilmour/Ezrin)
- Yet Another Movie (Gilmour/Leonard)
- Sorrow (Gilmour)
- One Slip (Gilmour/Manzanera)
- Run Like Hell (Gilmour/Waters)

- Country Theme (Gilmour)
- Small Theme (Gilmour)
- Big Theme (Gilmour)
- Carrera Slow Blues (Gilmour/Wright/Mason)
- Mexico '78 (Gilmour)
- Pan Am Shuffle (Gilmour/Wright/Mason)